# 金鐘獎自然科學紀實節目獎得獎列表
金鐘獎自然科學紀實節目獎是由文化部影視及流行音樂產業局在臺灣舉辦的現行頒發獎項，2012年第47屆金鐘獎設科學節目獎，2017年第52屆金鐘獎改自然紀實節目獎。

## 歷屆得獎暨入圍名單
|  | 獲獎者 |

### 科學節目獎（第47屆～第51屆）
| 年度 （屆數）   | 電視作品                                                                  |
| --------------- | ------------------------------------------------------------------------- |
| 2012 （第47屆） | 《台灣昆蟲 驚艷一百》／活水文化事業有限公司                               |
| 2012 （第47屆） | 《神秘的史前踏浪人》／激雷創意文化股份有限公司                            |
| 2012 （第47屆） | 《發現》／財團法人慈濟傳播人文志業基金會                                  |
| 2012 （第47屆） | 《綻放真台灣4 Taiwan to the World 4》／美商國家地理頻道有限公司台灣分公司 |
| 2013 （第48屆） | 《流言追追追》／財團法人公共電視文化事業基金會                            |
| 2013 （第48屆） | 《師法自然》／亮相館影像文化股份有限公司                                  |
| 2013 （第48屆） | 《氣候變遷》／聖工坊有限公司                                              |
| 2013 （第48屆） | 《探索科學 解碼台灣》／臺灣電視事業股份有限公司                           |
| 2013 （第48屆） | 《發現》／大愛衛星電視股份有限公司                                        |
| 2014 （第49屆） | 《生命旅程-Hello Brain!》／東臺傳播股份有限公司                           |
| 2014 （第49屆） | 《台灣無比精彩》／新加坡商全球紀實有限公司台灣分公司                      |
| 2014 （第49屆） | 《氣候變遷下的抉擇》／聖工坊有限公司                                      |
| 2014 （第49屆） | 《探索科學 解碼台灣》／臺灣電視事業股份有限公司                           |
| 2014 （第49屆） | 《發現》／財團法人慈濟傳播人文志業基金會                                  |
| 2015 （第50屆） | 《台灣製造大解密》／新加坡商全球紀實有限公司台灣分公司                    |
| 2015 （第50屆） | 《法布爾昆蟲記》／客家電視台                                              |
| 2015 （第50屆） | 《綻放真台灣5–魚之島》／美商國家地理頻道有限公司台灣分公司                |
| 2016 （第51屆） | 《流言追追追》／財團法人公共電視文化事業基金會                            |
| 2016 （第51屆） | 《法布爾昆蟲記》／民間全民電視股份有限公司、蜻蜓創意有限公司              |
| 2016 （第51屆） | 《探索科學 宇宙奇航》／臺灣電視事業股份有限公司                           |
| 2016 （第51屆） | 《發現》／財團法人慈濟傳播人文志業基金會                                  |

### 自然科學紀實節目獎（第52屆～至今）
| 年度 （屆數）   | 電視作品                                                                                       |
| --------------- | ---------------------------------------------------------------------------------------------- |
| 2017 （第52屆） | 《永不妥協-實驗室的挑戰故事》／東臺傳播股份有限公司                                            |
| 2017 （第52屆） | 《MIT台灣誌》／中國電視事業股份有限公司、大麥影像傳播工作室                                    |
| 2017 （第52屆） | 《探索科學 危機解碼》／臺灣電視事業股份有限公司                                                |
| 2017 （第52屆） | 《發現》／財團法人公共電視文化事業基金會、影動亞洲有限公司                                     |
| 2018 （第53屆） | 《驚奇！博物館》／臺灣電視事業股份有限公司                                                     |
| 2018 （第53屆） | 《土壤的身世》／東臺傳播股份有限公司                                                           |
| 2018 （第53屆） | 《解密穿山甲》／Discovery 頻道                                                                 |
| 2019 （第54屆） | 《打開社會事件S檔案》／東臺傳播股份有限公司                                                    |
| 2019 （第54屆） | 《台灣的前世今生》／壹傳媒電視廣播股份有限公司                                                 |
| 2019 （第54屆） | 《列印未來進行式》／環影製作有限公司                                                           |
| 2019 （第54屆） | 《驚奇VR生態館》／財團法人公共電視文化事業基金會、飛凌五分之六製作有限公司                     |
| 2020 （第55屆） | 《消失的王者》／東森電視事業股份有限公司                                                       |
| 2020 （第55屆） | 《台灣的前世今生》／壹傳媒電視廣播股份有限公司                                                 |
| 2020 （第55屆） | 《爸！媽！今天吃什麼？》／台灣優視媒體科技股份有限公司                                         |
| 2020 （第55屆） | 《原味好時尚》／花點心師有限公司                                                               |
| 2020 （第55屆） | 《福衛七號 太空任務》／臺灣電視事業股份有限公司                                                |
| 2021 （第56屆） | 《福爾摩沙守謢者》／東森電視事業股份有限公司                                                   |
| 2021 （第56屆） | 《台灣的前世今生》／壹傳媒電視廣播股份有限公司                                                 |
| 2021 （第56屆） | 《地球的孤兒：台灣的精靈》／東森電視事業股份有限公司                                           |
| 2021 （第56屆） | 《臺灣，風起！》／東臺傳播股份有限公司                                                         |
| 2022 （第57屆） | 《下一步，AI。NEXT，愛》／東臺傳播股份有限公司                                                 |
| 2022 （第57屆） | 《大洋的召喚》／東森電視事業股份有限公司                                                       |
| 2022 （第57屆） | 《發現國境之南-台灣生物的南島緣》／發現文化事業有限公司                                        |
| 2023 （第58屆） | 《天選之島》／中華電視股份有限公司                                                             |
| 2023 （第58屆） | 《看不見的Ｖ世界》／環影製作有限公司                                                           |
| 2023 （第58屆） | 《消失的王者：最後方舟》／東森電視事業股份有限公司                                             |
| 2023 （第58屆） | 《藝起看海》／雅道創意有限公司                                                                 |
| 2024 （第59屆） | 《實習生的筆記本》／東臺傳播股份有限公司                                                       |
| 2024 （第59屆） | 《守護我們的星球》／東森電視事業股份有限公司                                                   |
| 2024 （第59屆） | 《沈睡的水下巨人》／動能意像製作有限公司、財團法人公共電視文化事業基金會、台灣連線股份有限公司 |
| 2025 （第60屆） |                                                                                                |
|                 |                                                                                                |
|                 |                                                                                                |
|                 |                                                                                                |
|                 |                                                                                                |

## 外部連結
- 廣播電視金鐘獎官方網站 （页面存档备份，存于）
- 歷屆電視金鐘獎得獎入圍名單 （页面存档备份，存于），文化部影視及流行音樂產業局